# 大橋惠
大橋 恵（おおはし めぐみ、1975年3月2日—），出身於廣島縣吳市，是一位日本作曲家。她是所屬於FACE音樂出版。畢業於東京音樂大學音樂學部作曲科。大橋曾為動畫、特攝、以及電視遊戲寫曲。現在她是Columbia Music Entertainment属下的Cyber Nation Network及Project.R成員之一。

## 主要作品

### 電視作品
- 機動戰士鋼彈 MS IGLOO
- 詩∽片
- 爆龍戰隊暴連者（「羽田健太郎 with Healty Wings」名義）（2003年）
- 變形金剛 銀河原力（2005年）
- ザ・サード〜蒼い瞳の少女〜（2006年）
- 藍龍（與植松伸夫共同作曲）（2007年）
- 炎神戰隊轟音者（2008年）
- 海豹寶寶（2009年）
- 夢色蛋糕師（2009年）
- 大神與七位夥伴（2010年）
- 百合是我的工作！（2023年）

### 編曲
- 『あいぞめ～二籠』／Savage Genius（編曲）
- 『幪面超人亞極陀歌曲全集』收錄的「The Usual Suspects」（作、編曲）
- 『幻想水滸傳歌曲全集』（編曲）
- 『HARMONY』（avex企画、編曲）
- 『炎神戰隊轟音者』內的插曲「炎神合体!エンジンオー」（作、編曲）

## 相關連結
- FACE音樂出版
- 佐橋俊彥
- 三宅一德
- 宮川彬良
- 佐藤直紀

## 外部連結
- （日語） FACE音樂出版（页面存档备份，存于）